# Persone di nome Gianluigi
| Questa pagina contiene informazioni ricavate automaticamente dalle voci biografiche con l'ausilio del template Bio e di un bot. L'aggiornamento è periodico e automatico e ricostruisce completamente la pagina. Se manca una persona in questa lista, sei pregato di non aggiungerla, ma accertati piuttosto che la sua voce biografica contenga il template Bio e che i dati anagrafici siano correttamente compilati. Se il template Bio manca, inseriscilo tu stesso o, in alternativa, metti l'avviso {{tmp\|Bio}} che ne segnala la mancanza. Se i dati riportati sono sbagliati, correggi direttamente la voce biografica; le modifiche saranno visibili in questa lista entro pochi giorni. Per chiarimenti vedi il progetto antroponimi. La lista contiene solo le 60 persone che sono citate nell'enciclopedia e per le quali è stato implementato correttamente il template Bio. Pagina aggiornata al 6 mag 2025. |

Questa è una lista di persone presenti nell'enciclopedia che hanno il nome Gianluigi, suddivise per attività principale.

## Allenatori di calcio(3)
- Gianluigi Galbagini, allenatore di calcio e ex calciatore italiano (Orzinuovi, n. 1964)
- Gianluigi Savoldi, allenatore di calcio e calciatore italiano (Gorlago, n. 1949 - Bergamo, † 2008)
- Gianluigi Valleriani, allenatore di calcio e ex calciatore italiano (Legnano, n. 1968)

## Architetti(1)
- Gigi Ghò, architetto e ingegnere italiano (Milano, n. 1915 - † 1998)

## Artisti(1)
- Gianluigi Toccafondo, artista, animatore e illustratore sammarinese (San Marino, n. 1965)

## Attori(2)
- Gianluigi Chirizzi, attore italiano (n. 1944)
- Gianluigi Tosto, attore italiano (San Severo, n. 1964)

## Calciatori(8)
- Gianluigi Bianco, ex calciatore italiano (Genova, n. 1989)
- Gianluigi Donnarumma, calciatore italiano (Castellammare di Stabia, n. 1999)
- Gianluigi Lentini, ex calciatore italiano (Carmagnola, n. 1969)
- Gianluigi Maggioni, calciatore italiano (Vigevano, n. 1942 - Vigevano, † 2024)
- Gianluigi Negri, calciatore italiano (Cavagliano, n. 1935 - Vigevano, † 1992)
- Gianluigi Roveta, ex calciatore italiano (Torino, n. 1947)
- Gianluigi Stefanini, calciatore italiano (Cascina, n. 1934 - Calvagese della Riviera, † 2003)
- Gianluigi Sueva, calciatore italiano (Cetraro, n. 2001)

## Cantautori(1)
- Gianluigi Cavallo, cantautore, chitarrista e disc jockey italiano (Parma, n. 1968)

## Cestisti(1)
- Gianluigi Jessi, ex cestista, allenatore di pallacanestro e pilota di rally italiano (Bergamo, n. 1945)

## Ciclisti su strada(1)
- Gianluigi Zuanel, ex ciclista su strada italiano (Ponsacco, n. 1952)

## Direttori d'orchestra(1)
- Gianluigi Gelmetti, direttore d'orchestra e compositore italiano (Roma, n. 1945 - Monaco, † 2021)

## Dirigenti d'azienda(2)
- Gianluigi Vittorio Castelli, dirigente d'azienda italiano (Milano, n. 1954)
- Gianluigi Gabetti, dirigente d'azienda italiano (Torino, n. 1924 - Milano, † 2019)

## Dirigenti sportivi(3)
- Gianluigi Buffon, dirigente sportivo e ex calciatore italiano (Carrara, n. 1978)
- Gianluigi Porelli, dirigente sportivo italiano (Mantova, n. 1930 - Bologna, † 2009)
- Gianluigi Stanga, dirigente sportivo italiano (Bergamo, n. 1949)

## Giornalisti(6)
- Gianluigi Da Rold, giornalista e scrittore italiano (Milano, n. 1942)
- Gianluigi Gonano, giornalista, fumettista e traduttore italiano (Zara, n. 1940)
- Gianluigi Melega, giornalista, scrittore e politico italiano (Milano, n. 1935 - Venezia, † 2014)
- Gianluigi Nuzzi, giornalista, saggista e conduttore televisivo italiano (Milano, n. 1969)
- Gianluigi Paragone, giornalista, conduttore televisivo e ex politico italiano (Varese, n. 1971)
- Gianluigi Parlato, giornalista italiano (Napoli, n. 1965)

## Giuristi(1)
- Gianluigi Marrone, giurista italiano (Roma, n. 1946 - Roma, † 2009)

## Illustratori(1)
- Gianluigi Coppola, illustratore e fumettista italiano (Chiavari, n. 1928 - Genova, † 2015)

## Imprenditori(1)
- Gianluigi Aponte, imprenditore e armatore italiano (Sant'Agnello, n. 1940)

## Maratoneti(1)
- Gianluigi Curreli, ex maratoneta italiano (n. 1966)

## Matematici(1)
- Gianluigi Rozza, matematico e ingegnere italiano (Sant'Angelo Lodigiano, n. 1977)

## Musicisti(2)
- Gianluigi Di Franco, musicista italiano (Capri, n. 1953 - Napoli, † 2005)
- Oöphoi, musicista italiano (Roma, n. 1958 - Terni, † 2013)

## Pallanuotisti(1)
- Gianluigi Foglio, pallanuotista italiano (Bari, n. 1995)

## Personaggi televisivi(1)
- Gianluigi Marianini, personaggio televisivo italiano (Lanzo Torinese, n. 1918 - Vicoforte, † 2009)

## Piloti di rally(1)
- Gianluigi Galli, pilota di rally italiano (Livigno, n. 1973)

## Piloti motociclistici(1)
- Gianluigi Scalvini, pilota motociclistico italiano (Brescia, n. 1971)

## Pittori(2)
- Gianluigi Mattia, pittore e scultore italiano (Venaria Reale, n. 1940)
- Gianluigi de Medici, pittore e decoratore italiano

## Politici(4)
- Gianluigi Burrafato, politico italiano (Borghetto di Vara, n. 1943)
- Gianluigi Ceruti, politico e avvocato italiano (Rovigo, n. 1937)
- Gianluigi Magri, politico italiano (Bologna, n. 1955)
- Gianluigi Pegolo, politico italiano (Fregona, n. 1954)

## Produttori cinematografici(1)
- Gianluigi Braschi, produttore cinematografico italiano (Cesena, n. 1963 - Milano, † 2008)

## Produttori discografici(1)
- Gianni Salvioni, produttore discografico italiano (Tropea, n. 1966)

## Registi(1)
- Gianluigi Calderone, regista italiano (Genova, n. 1944)

## Restauratori(1)
- Gianluigi Colalucci, restauratore italiano (Roma, n. 1929 - Roma, † 2021)

## Sassofonisti(1)
- Gianluigi Trovesi, sassofonista, clarinettista e compositore italiano (Nembro, n. 1944)

## Schermidori(1)
- Gianluigi Saccaro, schermidore italiano (Milano, n. 1938 - Milano, † 2021)

## Scrittori(3)
- Marco Steiner, scrittore italiano (Roma, n. 1956)
- Gianluigi Ricuperati, scrittore e saggista italiano (Torino, n. 1977)
- Gianluigi Zuddas, scrittore e traduttore italiano (Carpi, n. 1943)

## Storici(1)
- Gianluigi Rossi, storico italiano (Lanciano, n. 1941)

## Tennisti(1)
- Gianluigi Quinzi, ex tennista italiano (Cittadella, n. 1996)

## Teologi(1)
- Gianluigi Pasquale, teologo italiano (Vicenza, n. 1967)

## Velisti(1)
- Gianluigi Ugolini, velista italiano (Roma, n. 1998)